# Scopula accurataria
Scopula accurataria är en fjärilsart som beskrevs av Hugo Theodor Christoph 1881. Scopula accurataria ingår i släktet Scopula och familjen mätare. Inga underarter finns listade.